# Парша (село)
Парша — село в Юрьев-Польском районе Владимирской области России, входит в состав Красносельского сельского поселения.

## География
Село расположено на берегу речки Липня (приток Ирмеса) в 21 км на северо-восток от райцентра города Юрьев-Польский, в 2 км от железнодорожной станции Старково на линии Юрьев-Польский — Иваново.

## История
Исторические известия о селе Парша относятся к началу XVII столетия; из отказных патриарших книг под 1635 годом видно, что в начале этого столетия село принадлежало Ивану Шевыреву; по смерти Шевырева наследниками его были: его вдова Евфимия Ивановна. Но означенная помещица в том же 1635 году село продала за 850 рублей князю Якову Черкасскому; в роду князя Черкасского село оставалось до конца XVII столетия. Из помещиков XVIII столетия известны: Мусин-Пушкин и подпоручик Титов, строитель существующей в Парше церкви; последним же владельцем Парши был Коллежский Советник Павел Марков, который в 1855 году по духовному завещанию передал свою вотчину во владение Московского Комитета Императорского Человеколюбивого Общества. В начале XVII столетия в Парше существовала деревянная церковь в честь святых бессребреников Козьмы и Дамиана; записанная в окладных патриарших книгах 1629 года. В  1635 году в селе церкви не было. Вновь построенная церковь была освящена в честь Введения во храм Пресвятой Богородицы; а престол святых бессребреников Козьмы и Дамиана сделан придельным, в церкви устроен был новый придел — во имя святого Иоанна Лествичника. Деревянная Введенская церковь в селе существовала до 1802 года; а в том году от громового удара сгорела. В 1803 году, вместо сгоревшей деревянной церкви, помещик Титов и прихожане построили каменную церковь, с такою же колокольнею. В церкви три престола: в холодной в честь Введения Пресвятой Богородицы и в теплой трапезе — в честь Святителя Чудотворца Николая и святых бессребреников Козьмы и Дамиана. К церкви села Парши и села Шипилова был приписан приход села Старкова. В 1896 году приход: село Парша и сельцо Крапивье. Всех дворов в приходе 113, душ мужского пола 358 и женского пола 413 душ.
В конце XIX — начале XX века село являлось центром Паршинской волости Юрьевского уезда.
С 1929 года село входило в состав Малолучинского сельсовета Юрьев-Польского района, с 1965 года — в составе Шипиловского сельсовета.

## Население
| 1859 | 1905 | 2002 | 2010 | 2021 |
| ---- | ---- | ---- | ---- | ---- |
| 542  | ↗705 | ↘5   | ↗10  | ↗44  |

## Достопримечательности
В селе находится недействующая Церковь Введения во храм Пресвятой Богородицы (1802).